# Красичин (гмина)
Красичин (пол. Krasiczyn) — сельская гмина (волость) в Польше, входит как административная единица в Перемышльский повет, Подкарпатское воеводство. Население — 4758 человек (на 2004 год).

## Демография
| Перепись                       | Всего   | Всего | Женщины | Женщины | Мужчины | Мужчины |
| ------------------------------ | ------- | ----- | ------- | ------- | ------- | ------- |
| Единицы                        | человек | %     | человек | %       | человек | %       |
| Население                      | 4758    | 100   | 2379    | 50      | 2379    | 50      |
| Плотность населения (чел./км²) | 37,4    | 37,4  | 18,7    | 18,7    | 18,7    | 18,7    |

## Соседние гмины
1. Гмина Бирча
2. Гмина Фредрополь
3. Гмина Кшивча
4. Гмина Пшемысль
5. Перемышль